# Elvis Presley Enterprises
Elvis Presley Enterprises, Inc. er et firma i Memphis, USA.
Selskabet blev grundlagt på adressen Union Avenue nr. 160 i Memphis i 1955 af Elvis Presley og Bob Neal, der var Presleys manager før Tom Parker fik jobbet. Da Parker kom til blev Bob Neal købt ud af virksomheden af Tom Parker og Elvis Presley.
Elvis Presley Enterprises blev oprettet med det formål at sælge Elvis-relateret merchandice, så som T-shirts, postkort, tasker, håndklæder etc., altsammen med Elvis' navn eller foto på.
Firmaet har eksisteret lige siden og er i dag en kæmpeforretning, der bl.a. driver Elvis-museet i Graceland og stadig tjener på alt, hvad der sælges af Elvis-souveniers. Ejerskabet i dag ligger hos 'Elvis Presley Trust', som indtil 2005 var fuldt ud ejet af Lisa Marie Presley, og som stadig har Lisa Marie og hendes mor, Priscilla Presley, som ledende bestyrelsesmedlemmer.
Lisa Marie Presley ejer stadig 100% af Graceland og de over 50.000 m² grund, der hører til, foruden samtlige hendes fars personlige ejendele og effekter, så som kostumer, hele garderoben, priser og guldplader, møbler, biler m.m.m. Det er dermed Lisa Marie, der stiller "det hele" til rådighed for Elvis Presley Enterprises, der driver forretningen.
Elvis Presley Enterprises har normalt ikke tilgængelige regnskaber, men det er kendt, at firmaet i 1994 havde en omsætning på over 100 millioner dollars.

## Links
- Businessweek's omtale af firmaet Arkiveret 28. september 2010 hos  Wayback Machine
- Firmaet omtalt på elvis.com Arkiveret 29. september 2013 hos  Wayback Machine